# Leksandspartiet
Leksandspartiet var ett tvärpolitiskt lokalt politiskt parti i Leksands kommun.
Partiet bildades 1994 av Jimmy Karlsson, Häradsbygden. Partiet ställde inte upp i valen 2006 samt 2010 eftersom man ansåg chanserna vara alltför små att få en vågmästarroll i kommunfullmäktige på grund av obalansen mellan övriga partier.

## Valresultat
| År   | Röster | %   | Antal mandat |
| ---- | ------ | --- | ------------ |
| 1994 | –      | –   | 1 av 49      |
| 1998 | –      | 3,4 | 2 av 49      |
| 2002 | 360    | 3,8 | 2 av 49      |